# Stipe Bačelić-Grgić
Stipe Bačelić-Grgić (Šibenik, 16 februari 1988) is een Kroatisch voetballer die als offensieve middenvelder speelt. Hij speelt vanaf augustus 2015 bij het Hongaarse Puskás Akadémia.

## Clubcarrière
Bačelić-Grgić komt uit de jeugdopleiding van Hajduk Split. Die club leende hem achtereenvolgens uit aan HNK Šibenik, HNK Trogir en NK Međimurje Čakovec. In 2009 keerde hij terug bij zijn ex-club HNK Šibenik, waar hij ook al in de jeugd speelde. In januari 2012 trok hij naar NK Istra 1961, waar hij in anderhalf jaar tijd 10 doelpunten scoorde in 39 competitiewedstrijden. Op 2 september 2013 verkaste hij naar NK Hrvatski, waar hij tijdens het seizoen 2013/14 10 doelpunten scoorde in 22 competitieduels in de Kroatische eerste klasse. De club eindigde echter op een degradatieplaats waardoor deze naar het tweede niveau zakte. Op 12 juni 2014 maakte Cercle Brugge de komst van Bačelić-Grgić bekend. Hij ondertekende een tweejarig contract, met optie op nog een extra seizoen.

## Interlandcarrière
Bačelić-Grgić kwam in het verleden uit voor de Kroatische nationale jeugdelftallen. Hij scoorde onder meer 6 doelpunten uit 17 wedstrijden voor Kroatië –17 en twee doelpunten uit drie wedstrijden voor Kroatië –19.